# Maeshowe
Maeshowe (també escrit Maes Howe) és un cairn, túmul o apilament de pedres del Neolític, i un enterrament subterrani situat a les Òrcades, a Escòcia.
Maeshowe i altres monuments neolítics propers, entre ells el poblat de Skara Brae, van ser declarats Patrimoni de la Humanitat per la UNESCO l'any 1999 sota la denominació de Cor neolític de les Òrcades. El nom de Maeshowe també s'utilitza per a referir-se a aquest tipus d'enterraments en forma de passadissos, que no tenen similitud amb cap altre enterrament, ni a les Òrcades ni en cap altre lloc.
Fou construït emprant 30 tones de gres, pel que sembla pel grup de pobles denominats "de ceràmica estriada", i el seu disseny fa que l'entrada quedi alineada per ser il·luminada durant el solstici d'hivern.
D'acord amb la Saga Orkneyinga, Maeshowe va ser saquejada pels vikings (entre ells Harald Maddadsson i Rognvald Eysteinsson) cap al segle xii. Els vikings van deixar al seu pas una sèrie de més de trenta "grafits" rúnics a les parets de les cambres en què es van protegir, que constitueixen la major col·lecció d'aquest tipus d'inscripcions conservada al món.
Les mènsules del sostre van ser destruïdes l'any 1861 per arqueòlegs excessivament entusiastes però inexperts, que també van despullar el jaciment arqueològic de la majoria dels objectes que pogués haver-hi hagut al lloc. L'estructura del monticle, no obstant això, no va sofrir danys, per la qual cosa el recinte encara manté el disseny de la construcció originària, diferent al que pot trobar-se en qualsevol altre lloc de les Illes Britàniques.